# Còlob vermell de Kirk
El còlob vermell de Kirk (Piliocolobus kirkii) és una espècie de mico colobí endèmic de l'illa d'Unguja, l'illa més gran de l'arxipèlag de Zanzíbar, situat davant la costa de Tanzània. El seu nom és un homenatge al descobridor de l'espècie, l'explorador Sir John Kirk (1832-1922), el governador resident de Zanzíbar que la presentà a la ciència zoològica. Actualment se'l classifica com a espècie amenaçada i a mitjans de la dècada del 1990 se l'adoptà com a espècie emblemàtica per representar la conservació biològica de Zanzíbar. La població de còlobs vermells de Kirk continua sent reduïda a causa del fet que només es troba a l'arxipèlag de Zanzíbar i que els ecologistes estan intentant treballar amb el govern local per dissenyar una estratègia eficaç i adequada per protegir els còlobs i el seu hàbitat.